# Dương, Hán Trung
Dương (chữ Hán phồn thể:洋縣, chữ Hán giản thể: 洋县, âm Hán Việt: Dương huyện) là một huyện thuộc địa cấp thị Hán Trung, tỉnh Thiểm Tây, Cộng hòa Nhân dân Trung Hoa. Huyện này có diện tích 3206 ki-lô-mét vuông, dân số năm 1999 là 436.320 người. Mã số bưu chính của huyện Dương là 723300. Địa hình ở đây chủ yếu là đồi núi. Phía bắc thuộc Tần Lĩnh có độ cao 1000–2000 m. Hoạt Nhân Bình Lương cao nhất với độ cao 3071 m. Trung bộ thuộc bồn địa Hán Trung có độ cao 500 m trở xuống. Nam bộ là đồi đá vôi có độ cao 600–800 m. Nhiệt độ trung bình năm là 14,6℃, lượng mưa trung bình là 800 mm.